# Кропива жалка
Кропива жалка (Urtica urens L.) — однорічна трав'яниста рослина родини кропивних.

## Опис
Трав'яниста рослина заввишки 40-60 см. За сприятливих умов може сягнути двох метрів. Листя та стебла вкриті мечоподібними волосинками, що схожі на порожні дудочки. Стінки волосинок просякнуті карбонатом кальцію тому дуже крихкі. Горішня частина волосинки наповнена жалючим соком складного хімічного складу: ацетилхолін, гістамін та різні органічні кислоти. Від зіткнення з різними предметами та шкірою волосинки зламуються, гострі кінці зламу проколюють шкіру та вміст волосинки потрапляє у ранку. Ацетилхолін та гістамін діють на нервові закінчення, викликаючи печію та свербіж.
Відрізняється від кропиви дводомної меншими розмірами (10–60 см заввишки), овальними пилчастими листками.

## Екологія
Росте на забур'янених лісових площах, у листяних і мішаних лісах. Тіньовитривала рослина.

## Поширення
Імовірно, рослина родом з Європи. Широко розповсюджений вид у регіонах з помірним кліматом і тропічних гірських районах. Зростає в Північній Африці, Азії, Північній Америці.
В Україні зростає на пустирях, пасовищах, вздовж доріг, в садах, на городах, біля житла — по всій території.

## Практичне використання

### У промисловості
За давнини із стебел кропиви отримували прядиво для виготовлення грубих тканин, міцних линв, мотузок. У країнах Сходу кропива слугує для виготовлення вищих сортів паперу.
У Польщі з листя кропиви одержують хлорофіл, що застосовується у парфумерії та харчовій промисловості.

### У медицині
Застосовують як кровотамувальний, сечогінний, протигарячковий, ранозагоювальний, протиревматичний засіб.

### У харчуванні
Листя кропиви містить велику кількість вітаміну C, K1, B2, провітамін A. Має 18-20 % азотистих речовин, 9-10 % крохмалю і до 7 % жирів. Вважають, що за поживністю листя кропиви не поступаються перед зеленим горошком, квасолею, бобами.
Молоді пагони та стебла — цінна присмака до зеленого борщу. Стебло солять і маринують про запас. У скандинавських країнах і Польщі з молодих листків роблять пюре до м'ясних страв. На Поліссі з посіченого та звареного листя кропиви готують соуси до м'ясних та борошняних страв і картоплі.
Квашені молоді пагони готують так само як капусту, але замість моркви додають листя городнього портулаку. Квашена кропива має пікантніший аромат, ніж квашена капуста, а також є смачніша і поживніша.

## Галерея

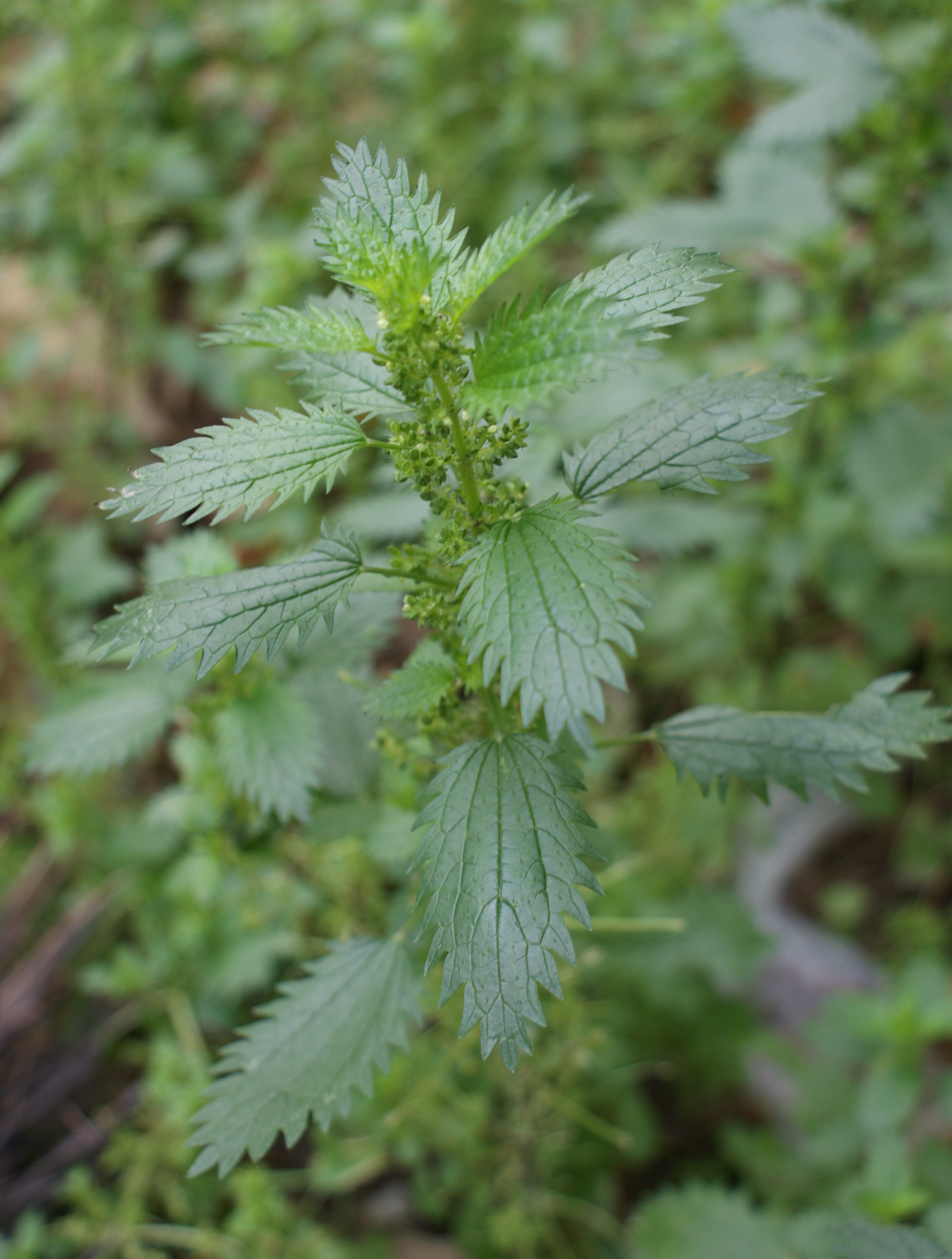
Молода рослина
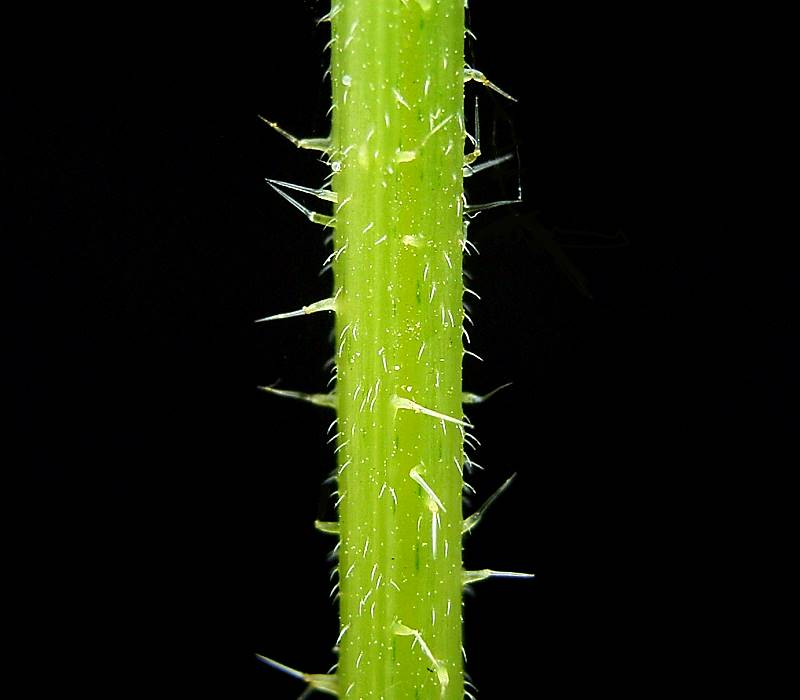
Волосинки на стеблі
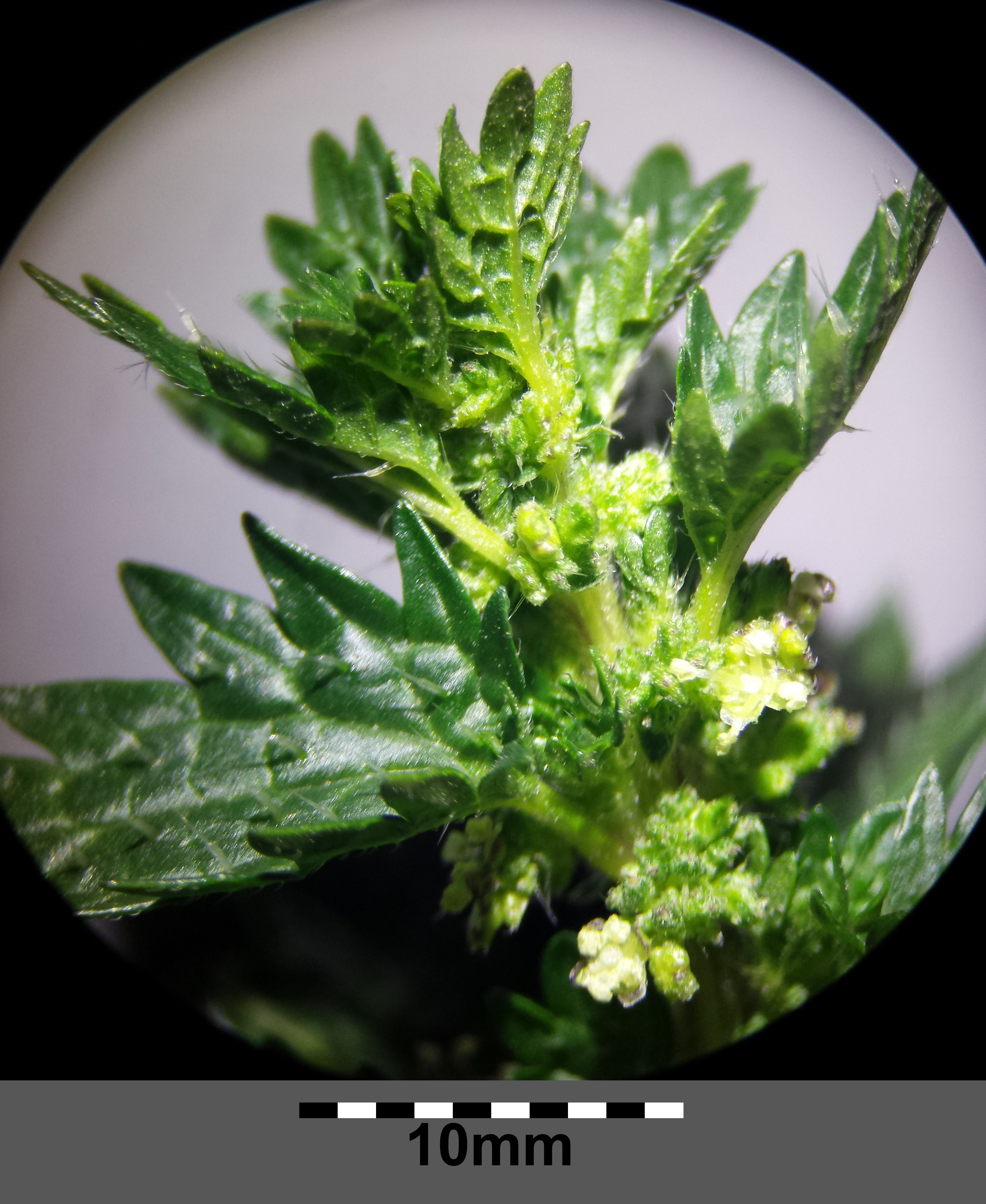
Квіти
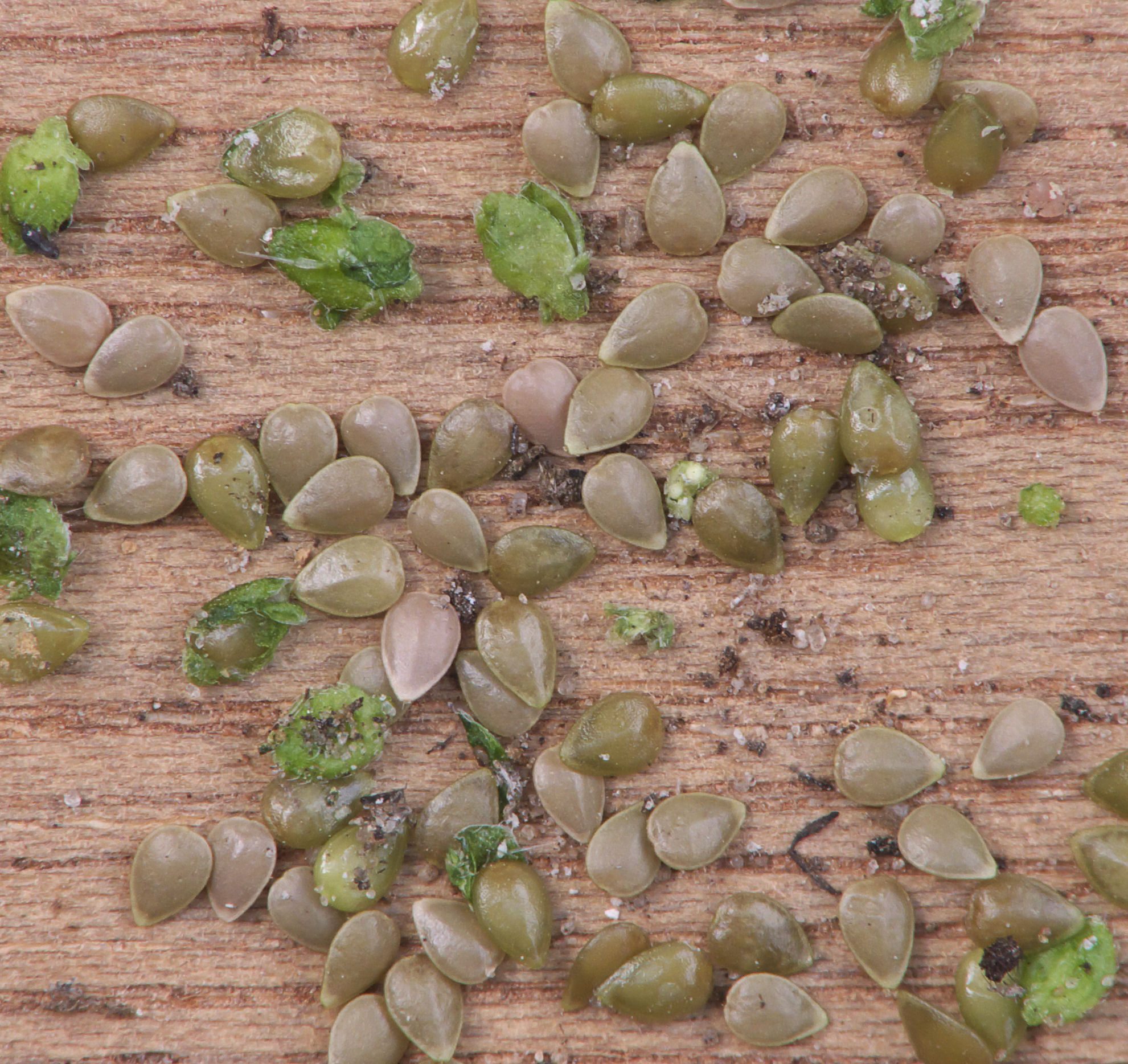
Насіння